# NGC 7046
NGC 7046 (również PGC 66407 lub UGC 11708) – galaktyka spiralna z poprzeczką (SBc), znajdująca się w gwiazdozbiorze Źrebięcia. Odkrył ją William Herschel 10 października 1790 roku.